# Лоа (река)
Лоя (на испански: Rìo Loa) е река в северната част на Чили (най-голямата в страната), в областите Антофагаста и Тарапака, вливаща се в Тихия океан. Дължината ѝ е 440 km, а площта на водосборния басейн – 33 570 km².
Река Лоа се образува на 4135 m н.в., от сливането на две малки реки, стичащи се от северното подножие на угасналия вулкан Ауканкилча (6180 m), издигащ се в Западните Чилийски Кордилери, в близост до границата с Боливия. В горното си течение има южна посока, в средното – западна, а в долното северна и отново западна, като образува голяма, изпъкнала на юг дъга. В долното си течение служи за граница между областите Антофагаста на юг Тарапака на север. Лоа е единствената постоянна река пресичаща пустинята Атакама. По цялото си протежение получава само три постоянни притока: Сан Педро и Рио Саладо (леви); Сан Салвадор (десен). Влива се в залива Лоа на Тихия океан, на границата между двете области.
Подхранването ѝ е предимно грунтово (подземно), поради което колебанията на оттокът ѝ са незначителни. Среден годишен отток в при изхода от планините (при град Калама) 6 m³/s, а в средното течение (в пустинята Атакама) – 2,43 m³/s. В горното течение водите ѝ се използват за напояване, а в средното са основен източник за водоснабдяване на градовете Чукикамата, Калама, Антофагаста и др.